# 印度似鱗頭鰍
印度似鱗頭鰍（学名：Lepidocephalichthys arunachalensis）為輻鰭魚綱鯉形目鰍科的其中一種，為亞熱帶淡水魚，被IUCN列為瀕危保育類動物，分布於亞洲印度淡水流域，體長可達4.3公分，棲息在底層水域，生活習性不明。
其种加词“arunachalensis”意为印度东北部阿鲁纳恰尔邦（争议地区，即中国藏南地区）的。